# Borovce
Borovce é um município da Eslováquia, situado no distrito de Piešťany, na região de Trnava. Tem 10,87 km² de área e sua população em 2018 foi estimada em 1048 habitantes.

## Demografia
| Ano:        | 1994 | 2004   | 2014   | 2024    |
| ----------- | ---- | ------ | ------ | ------- |
| Broj ljudi: | 853  | 913    | 1002   | 1211    |
| Razlika:    |      | +7,03% | +9,74% | +20,85% |

| Ano:               | 2023 | 2024   |
| ------------------ | ---- | ------ |
| Número de pessoas: | 1197 | 1211   |
| Diferença:         |      | +1,16% |